# 槭叶蚊子草
槭叶蚊子草（学名：Filipendula purpurea）是蔷薇科蚊子草属的植物。其种加词“purpurea”意为“紫色的”。分布于俄罗斯、日本以及中国大陆的黑龙江、辽宁、吉林等地，生长于海拔700米至1,500米的地区，多生在林缘、林下和湿草地，目前尚未由人工引种栽培。

## 异名
- Filipendula purpurea Maxim. var. alba (Nakai) C. Y. Li